# 横浜橋通商店街

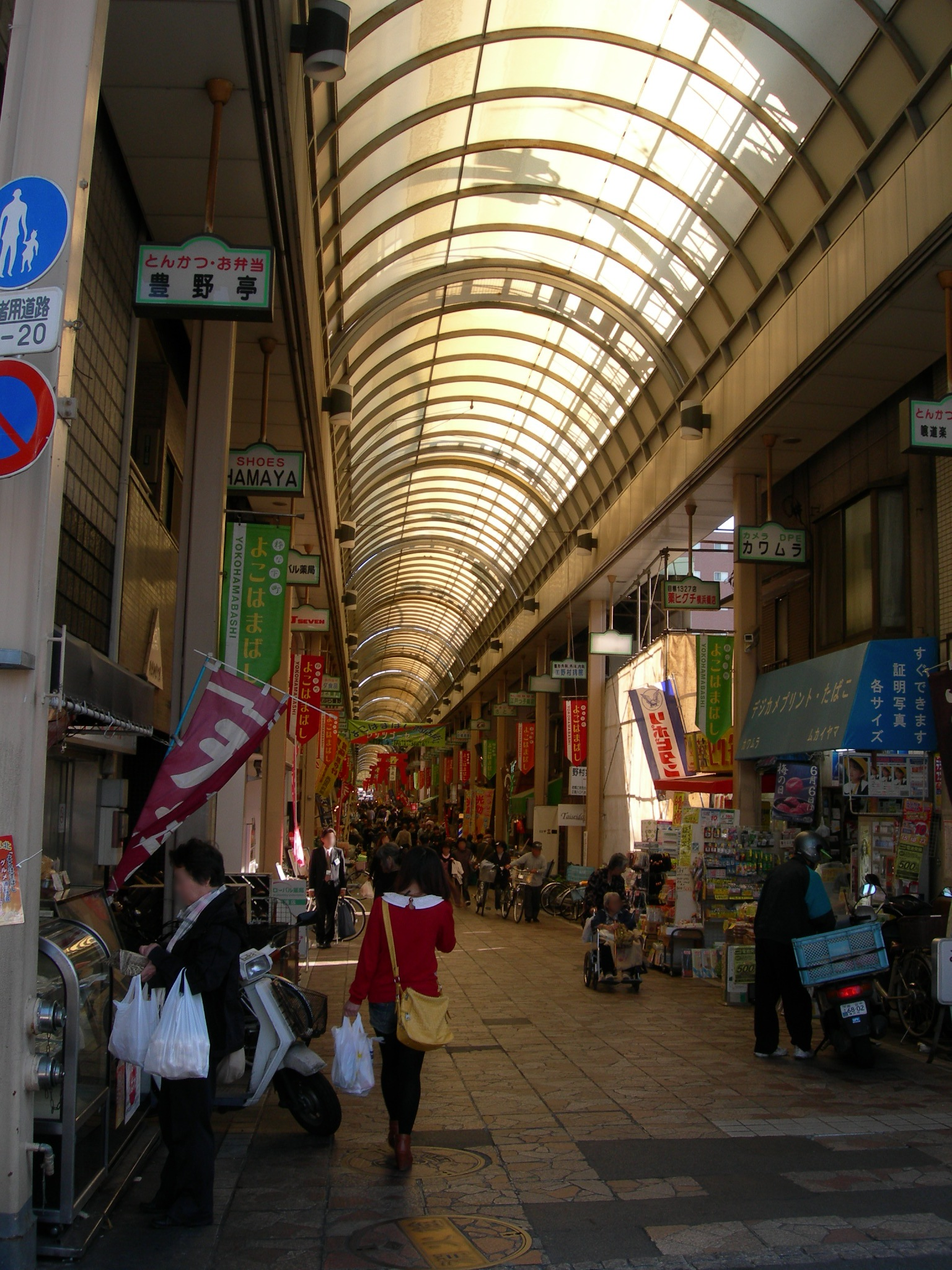
横浜橋通商店街のアーケード

横浜橋通商店街（よこはまばしどおりしょうてんがい）は、神奈川県横浜市南区にある商店街である。「横浜橋通り商店街」「横浜橋商店街」とも表記される。

## 概要
北は大通り公園と、南は大桟橋浦舟線の間を結んだ南北350メートルほどの商店街である。通りの東側は真金町、西側は北から高根町1丁目、白妙町1丁目、浦舟町1丁目となる。通りの南端から大桟橋浦舟線を渡った先は中村川まで全長30メートルほどの三吉橋通商店街で、川のたもとには大衆演劇の常設劇場である三吉演芸場がある。
横浜橋通商店街の組合加盟店舗数は135店。食べ物系がとても強く、食料品店、惣菜屋、飲食店が多い。キムチなど韓国食材を扱う店も多い。衣料系も強く、昭和の時代からバスを使って来る買い物客が多かった。この近くに生まれ育った落語家の桂歌丸が、横浜橋通商店街協同組合の名誉顧問を務めていた。

## 歴史
横浜橋近辺には、明治から大正にかけて商店街組合が形成されていたが、第二次世界大戦前は真金町遊郭の入口にあたる永楽町の大門通りや、現在の医大通りにあたる日本橋通り商店街の方が栄えていた。戦況の悪化により商店街組合は解散。真金町側の建物は取り壊され、やがて空襲により焼け野原になった。戦後は伊勢佐木町や長者町が接収され、繁華街はその周囲に移っていった。横浜橋通り真金町側に10間の店舗が100軒分でき、1948年（昭和23年）には映画館「横浜銀座」開館。1951年（昭和26年）には横浜橋通商店街協同組合が設立された。1953年（昭和28年）には横浜市内初の歩行者天国を実施、1968年（昭和43年）にはアーケードが完成した。

### 横浜橋
横浜橋は、かつて吉田新田に掘削された新吉田川に1896年（明治29年）に架けられた橋で、関東大震災復興事業として1927年（昭和2年）に架け替えられた。新吉田川は1970年（昭和45年）から1972年（昭和47年）にかけて埋め立てられ、地表部の大通り公園とその地下に横浜市営地下鉄が建設された。現在は大通り公園を横断する道路の一つとなっており、横浜橋の名は商店街や国道16号のバス停留所に残る。

### 桂歌丸と横浜橋商店街

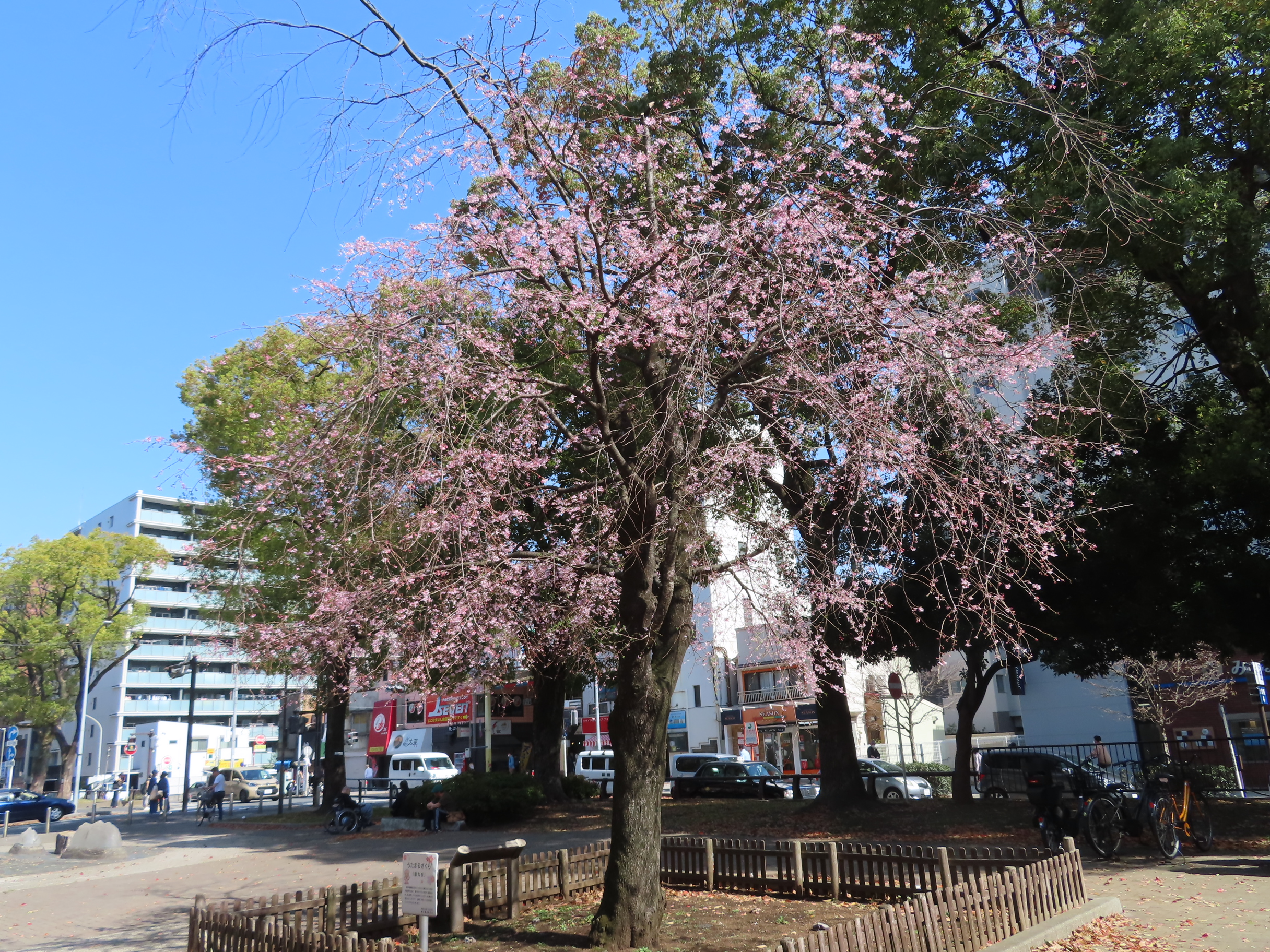
大通り公園にある歌丸桜。

前述の通り、桂歌丸は真金町の出身で晩年まで同町に居住していた。歌丸は生前頻繁に横浜橋商店街を利用し、公演に出ていない日は毎朝商店街を散歩したり、三吉演芸場で独演会や一門の落語会などを開いたりしていた縁から、亡くなる20年前から同商店街の名誉顧問に就任していた。2011年（平成23年）には商店街入口の大通り公園に植樹された桜が「歌丸桜」と命名されている。
歌丸が2018年（平成30年）7月2日に死去したことを悼み、商店街では歌丸への感謝を伝える横断幕が張られ、献花台が設けられた。また、一部で歌丸の同商店街への長年の功績を称え、「歌丸通商店街」に改称する動きがみられている。

## 交通情報
阪東橋駅（横浜市営地下鉄）から徒歩で約2分。路線バスは国道16号の「横浜橋」、大桟橋浦舟線の「三吉橋」停留所が最寄りとなる。
黄金町駅（京急）から徒歩で約7分、関内駅（JR根岸線・横浜市営地下鉄）から徒歩で約15分。

## その他
- アーケードの屋根は、電動式で開閉できるようになっている。道路の進行方向に向かって、スライドする仕組みである。晴天の時には開けたりする。

- 第99代内閣総理大臣である菅義偉の選挙区（神奈川2区）の中にある商店街であり、在職中には地元の商店街としてテレビ番組の街頭インタビューが行われたりした。